# Helen Gilmore
Pour les articles homonymes, voir Gilmore.
Helen Gilmore, née le 4 janvier 1862 et morte le 16 novembre 1936 est une actrice américaine de théâtre et de cinéma muet. Elle se produit dans plus de 140 films entre 1913 et 1932.

## Théâtre
- 1910 : The Echo
- 1911-1912 : Around the World
- 1912-1913 : Under Many Flags
- 1913 : My Little Friend
- 1920 : When We Are Young

## Filmographie partielle
- 1913 : A Female Fagin
- 1914 : Notoriety
- 1914 : Le Clan des aigles (The Eagle's Mate)
- 1915 : Never Again
- 1917 : Tom Sawyer
- 1918 : Huck and Tom
- 1918 : Follow the Crowd
- 1918 : Lui fait un beau mariage
- 1919 : De la coupe aux lèvres (From Hand to Mouth)
- 1919 : Amour et Poésie (Bumping into Broadway)
- 1919 : Harold chez les pirates (Captain Kidd's Kids)
- 1921 : Voyage au paradis (Never Weaken)
- 1922 : Too Much Business
- 1923 : The Whole Truth
- 1923 : Une riche nature (Mother's Joy)
- 1924 : Le Facteur incandescent (Near Dublin)
- 1924 : Le Gagnant du grand prix (Zeb vs. Paprika)
- 1924 : Drame au bureau de poste (Postage Due)
- 1924 : Écossez-moi (Short Kilts)
- 1924 : Sittin' Pretty
- 1924 : Bungalow Boobs
- 1925 : Le Piège à maris (Chasing the Chaser)
- 1925 : Le Grand Chaperon rouge (Big Red Riding Hood)
- 1925 : Le Mariage de Dudule (Should Sailors Marry?)
- 1925 : Laughing Ladies
- 1926 : Say It with Babies
- 1926 : Vive le roi
- 1926 : Madame Mystery
- 1928 : V'là la flotte
- 1928 : La Minute de vérité (Their Purple Moment)
- 1932 : Stan boxeur (Any Old Port!) (non créditée)